# Oreoryzomys balneator
Oreoryzomys balneator är en däggdjursart som beskrevs av Thomas 1900. Oreoryzomys balneator är ensam i släktet Oreoryzomys som ingår i familjen hamsterartade gnagare. Inga underarter finns listade i Catalogue of Life.
Den listades tidigare i släktet risråttor (Oryzomys). Djuret är närmare släkt med arterna i släktet Microryzomys än med risråttor.
Arten förekommer i Anderna i Ecuador och i norra Peru. Den vistas vanligen 1500 till 1800 meter över havet. Habitatet utgörs av molnskogar. Enligt de hittills kända iakttagelserna är Oreoryzomys balneator aktiv på natten och den går främst på marken.
Jämförd med andra medlemmar i underfamiljen Sigmodontinae är arten liten. Den har en kroppslängd (huvud och bål) av 7,5 till 9,4 cm, en svanslängd av 9,5 till 12 cm och 2,3 till 2,7 cm långa och smala bakfötter. Håren som bildar den korta och ganska styva pälsen på ovansidan har ockra och mörkbruna avsnitt. Det finns en tydlig gräns mot den ljusgråa till ljus gråbruna pälsen på undersidan. Svansen har ett vitt avsnitt nära bålen och resten är vanligen mörkbrun. Enstaka exemplar har en kort vit svansspets. Nosen kännetecknas av många långa morrhår.